# Grand Prix automobile de Monaco 1973
Résultats du Grand Prix de Monaco 1973, couru sur le circuit de Monaco le 3 juin 1973.

## Classement
| Pos  | N° | Pilote               | Écurie            | Tours | Temps/Abandon     | Grille | Points |
| ---- | -- | -------------------- | ----------------- | ----- | ----------------- | ------ | ------ |
| 1    | 5  | Jackie Stewart       | Tyrrell-Ford      | 78    | 1 h 57 min 44 s 3 | 1      | 9      |
| 2    | 1  | Emerson Fittipaldi   | Lotus-Ford        | 78    | +1 s 3            | 5      | 6      |
| 3    | 2  | Ronnie Peterson      | Lotus-Ford        | 77    | + 1 tour          | 2      | 4      |
| 4    | 6  | François Cevert      | Tyrrell-Ford      | 77    | + 1 tour          | 4      | 3      |
| 5    | 8  | Peter Revson         | McLaren-Ford      | 76    | + 2 tours         | 15     | 2      |
| 6    | 7  | Denny Hulme          | McLaren-Ford      | 76    | + 2 tours         | 3      | 1      |
| 7    | 9  | Andrea de Adamich    | Brabham-Ford      | 75    | + 3 tours         | 25     |        |
| 8    | 23 | Mike Hailwood        | Surtees-Ford      | 75    | + 3 tours         | 13     |        |
| 9    | 27 | James Hunt           | March-Ford        | 73    | Moteur            | 18     |        |
| 10   | 17 | Jackie Oliver        | Shadow-Ford       | 72    | + 6 tours         | 22     |        |
| 11   | 11 | Wilson Fittipaldi    | Brabham-Ford      | 71    | Alimentation      | 9      |        |
| Abd. | 14 | Jean-Pierre Jarier   | March-Ford        | 67    | Boîte de vitesses | 14     |        |
| Abd. | 12 | Graham Hill          | Shadow-Ford       | 62    | Suspension        | 24     |        |
| Abd. | 4  | Arturo Merzario      | Ferrari           | 58    | Pression d'huile  | 16     |        |
| Abd. | 10 | Carlos Reutemann     | Brabham-Ford      | 46    | Boîte de vitesses | 19     |        |
| Abd. | 3  | Jacky Ickx           | Ferrari           | 44    | Transmission      | 7      |        |
| Abd. | 25 | Howden Ganley        | Iso Marlboro-Ford | 41    | Transmission      | 10     |        |
| Abd. | 20 | Jean-Pierre Beltoise | BRM               | 39    | Accident          | 11     |        |
| Abd. | 24 | Carlos Pace          | Surtees-Ford      | 31    | Transmission      | 17     |        |
| Abd. | 18 | David Purley         | March-Ford        | 31    | Fuite d'essence   | 23     |        |
| Abd. | 26 | Nanni Galli          | Iso Marlboro-Ford | 30    | Transmission      | 21     |        |
| Abd. | 21 | Niki Lauda           | BRM               | 24    | Boîte de vitesses | 6      |        |
| Abd. | 22 | Chris Amon           | Tecno             | 22    | Surchauffe moteur | 12     |        |
| Abd. | 19 | Clay Regazzoni       | BRM               | 15    | Freins            | 8      |        |
| Abd. | 15 | Mike Beuttler        | March-Ford        | 3     | Moteur            | 20     |        |

Légende :
- Abd.=Abandon

## Pole position et record du tour
- Pole position : Jackie Stewart en 1 min 27 s 5 (vitesse moyenne : 134,866 km/h).
- Tour le plus rapide : Emerson Fittipaldi en 1 min 28 s 1 au 78e tour (vitesse moyenne : 133,948 km/h).

## Tours en tête
- François Cevert : 1 (1)
- Ronnie Peterson : 6 (2-7)
- Jackie Stewart : 71 (8-78)

## À noter
- 25e victoire pour Jackie Stewart qui égale le record de victoires de Jim Clark.
- 14e victoire pour Tyrrell en tant que constructeur.
- 57e victoire pour Ford Cosworth en tant que motoriste.